# 대한민국 헌법 제92조
대한민국 헌법 제92조는 민주평화통일자문회의의 설립과 운영에 관한 대한민국 헌법의 조항으로, 총 2항으로 되어있다.

## 조항
①평화통일정책의 수립에 관한 대통령의 자문에 응하기 위하여 민주평화통일자문회의를 둘 수 있다.

②민주평화통일자문회의의 조직,직무범위 기타 필요한 사항은 법률로 정한다.